# Децим Юний Брут Сцева (консул 292 года до н. э.)
Децим Юний Брут Сцева (лат. Decimus Iunius Brutus Scaeva) — военный и политический деятель Римской республики.
О родственных связях этого Брута с консулом 325 года до н. э. Децимом Юнием Брутом Сцевой точно неизвестно. Во всяком случае, Капитолийские фасты говорят, что отца Сцевы звали Децимом.
В 293 году до н. э. Брут был легатом при консуле Спурии Карвилии Максиме. Тогда был взят Коминий и велась война против взбунтовавшихся фалисков и этрусков.
В 292 году до н. э. Сцева был избран консулом вместе с Квинтом Фабием Максимом Гургитом. Он продолжил войну, а под его началом был легатом бывший консул Карвилий Максим.